# Veja Alto, Ouça Colorido
Veja Alto, Ouça Colorido é o décimo primeiro álbum lançado pela Banda Eva em 2007, sendo o sexto ao vivo e o quarto com os vocais de Saulo Fernandes.

## Informações
O álbum é o quarto com Saulo Fernandes como vocalista, afirmando o cantor como líder da Banda Eva durante 6 anos. O álbum, mais extenso que os anteriores, traz 19 faixas com influências do pop e do black music, trazendo ainda a canção "Não Precisa Mudar", originalmente gravada para o DVD de Ivete Sangalo, Multishow ao Vivo: Ivete no Maracanã. O álbum vendeu 50 mil cópias
O DVD é o segundo lançado pela Banda Eva, sendo também o segundo lançado com os vocais de Saulo Fernandes, trazendo as 19 músicas do álbum, cantadas ao vivo, sendo 11 inéditas e 8 sucessos dos álbuns anteriores. O show foi gravado no Citibank Hall, em São Paulo, e trouxe novos arranjos para as canções já conhecidas, apresentando também o Making Of e uma emocionante homenagem a Fafá e participação do Dj Memê.

## Recepção da crítica
O crítico Ider de Oliveira, do site Território da Música fez uma resenha sobre o álbum em sua coluna Canal Pop, citando que "Saulo Fernandes vem transformando pouco a pouco a cara da banda" de forma positiva, acrescentando:
| “ | Algumas músicas possuem ‘riffs’ pesados de guitarra, efeitos sintetizados e carregam influências latinas. A faixas “Traz Axé” mostra toda a energia de Saulo e dos músicos que o acompanham. “Nosso Amor é Lindo” e “Só Eu e Você” fazem parte das inéditas. “Pra Abalar”, “Me Abraça” e “Eva” estão presentes como alguns dos grandes sucessos da banda. Além dessas canções, há também a regravação de “Se”, de Djavan e um ‘remix’ de “Cartaz”, do Fagner, “Rua 15”, que também faz parte das inéditas, é o grande destaque com um swing maravilhoso de Black Music misturado ao Axé. Com a carreira consolidada, a Banda Eva segue sua estrada com muita história pra contar: uma média de 120 shows por ano, apresentações pela Europa e ótima vendagem de discos | ” |

## Faixas

### CD
1. Carnaval de Salvador (A Ê Ó)
2. Eva
3. Só Eu e Você
4. Mútuo
5. Me Abraça
6. Não Precisa Mudar (feat. Ivete Sangalo)
7. Diz que Vai Voltar
8. Toda Linda
9. Rua 15
10. Reggae do Porto
11. Nosso Amor é Lindo
12. Coração Sem Tum Tum Tum
13. Se
14. Anjo
15. Faltando um Beijo
16. Pra Abalar
17. Traz Axé
18. Só Por Ti (feat. Dj Memê)
19. Cartaz (feat. Dj Memê)

### DVD
1. Carnaval de Salvador (A Ê Ó)
2. Eva
3. Só Eu e Você
4. Mútuo
5. Me Abraça
6. Não Precisa Mudar
7. Diz que Vai Voltar
8. Toda Linda
9. Rua 15
10. Reggae do Porto
11. Nosso Amor é Lindo
12. Coração Sem Tum Tum Tum
13. Se
14. Anjo
15. Faltando um Beijo
16. Pra Abalar
17. Traz Axé
18. Só Por Ti (feat. Dj Memê)
19. Cartaz (feat. Dj Memê)

Bonus
1. Making Of do show
2. Homenagem à Fafá